# Epierus fulvicornis
Epierus fulvicornis är en skalbaggsart som först beskrevs av Fabricius 1801.  Epierus fulvicornis ingår i släktet Epierus och familjen stumpbaggar. Inga underarter finns listade i Catalogue of Life.